# Darren Leung

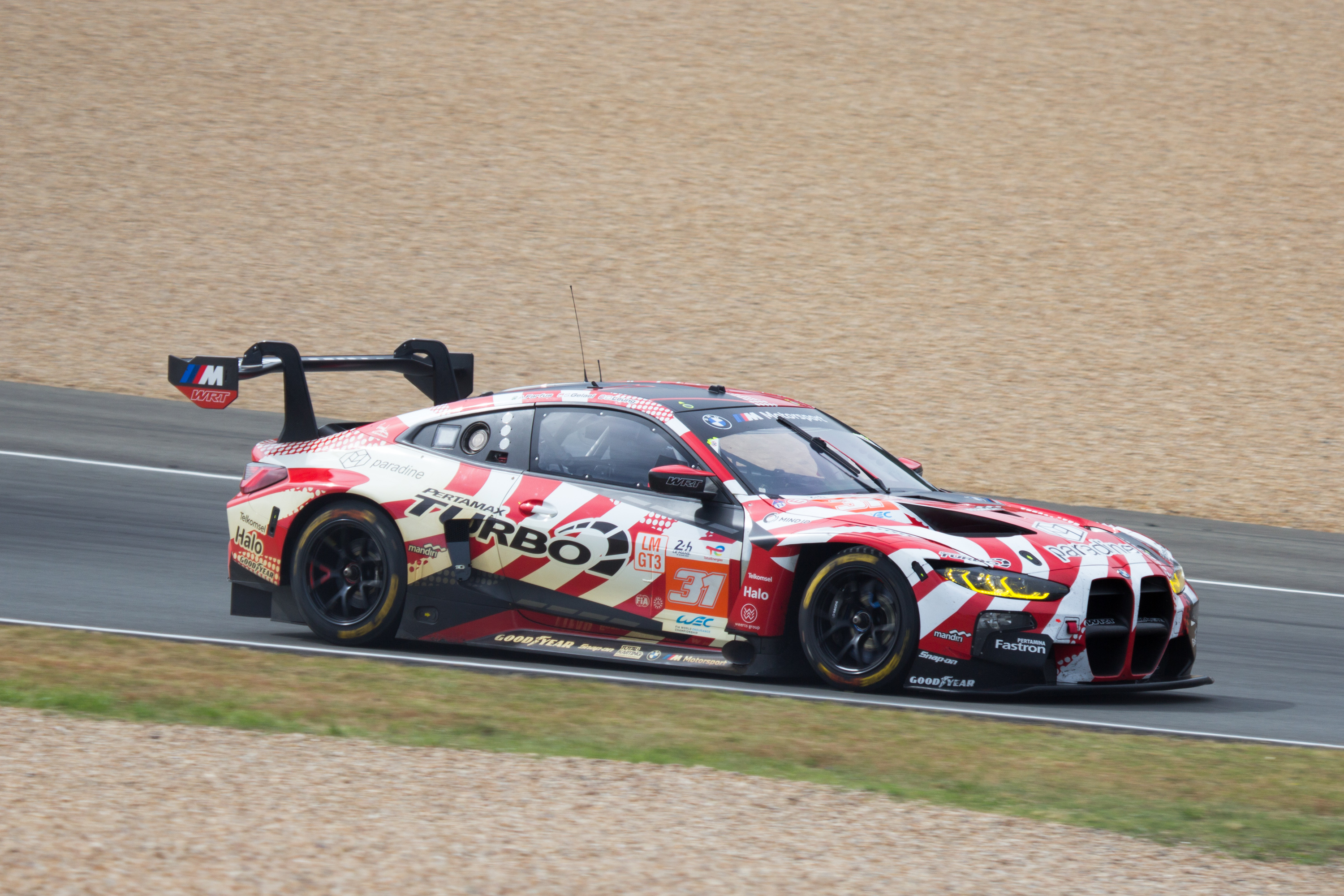
Der von Darren Leung beim 24-Stunden-Rennen von Le Mans 2024 gefahrene BMW M4 GT3

Darren Stephen Leung (* 25. September 1987 in Harrogate) ist ein britischer Autorennfahrer.

## Karriere als Rennfahrer
Darren Leung, der mit dem Beginn der Rennsaison 2021 zum Rennsport kam, gelangen rasch Erfolge. Erste Rennen fuhr er in der Ginetta GT Academy, wo er nach zehn Podiumsplatzierungen in 15 Rennen mit insgesamt 315 Punkten den zweiten Rang in der Meisterschaft erreichte. Nach einem weiteren Jahr in der Ginetta-Serie wechselte er 2023 in die Britische GT-Meisterschaft. Gemeinsam mit Dan Harper gewann er auf einem BMW M4 GT3 die Meisterschaft.
2024 debütierte er in der FIA-Langstrecken-Weltmeisterschaft und beim 24-Stunden-Rennen von Le Mans, wo er im WRT-BMW M4 GT3 auf Platz 28 des Schlussklassements ins Ziel kam. 2025 setzte er seine Karriere in dieser Rennserie fort, diesmal im McLaren 720S GT3 von United Autosports.

## Statistik

### Le-Mans-Ergebnisse
| Jahr | Team              | Fahrzeug             | Teamkollege | Teamkollege    | Platzierung | Ausfallgrund  |
| ---- | ----------------- | -------------------- | ----------- | -------------- | ----------- | ------------- |
| 2024 | Team WRT          | BMW M4 GT3           | Sean Gelael | Augusto Farfus | Rang 28     |               |
| 2025 | United Autosports | McLaren 720S GT3 Evo | Sean Gelael | Marino Satō    | Ausfall     | Antriebswelle |

### Einzelergebnisse in der FIA-Langstrecken-Weltmeisterschaft
| Saison | Team              | Rennwagen        | 1   | 2   | 3   | 4   | 5   | 6   | 7   | 8   |
| ------ | ----------------- | ---------------- | --- | --- | --- | --- | --- | --- | --- | --- |
| 2024   | Team WRT          | BMW M4 GT3       | KAT | IMO | SPA | LEM | SAO | AUS | FUJ | BAH |
| 2024   | Team WRT          | BMW M4 GT3       | 21  | 18  | DNF | 28  | 28  | 20  | 22  | 27  |
| 2025   | United Autosports | McLaren 720S GT3 | KAT | IMO | SPA | LEM | SAO | AUS | FUJ | BAH |
| 2025   | United Autosports | McLaren 720S GT3 | 24  | 27  | DNF | DNF | 26  |     |     |     |